# Eredivisie 2013-14
La Eredivisie 2013-14 fue la 58.ª edición de la Eredivisie, la primera división de fútbol de los Países Bajos. El ganador se clasificó a la Liga de Campeones de la UEFA 2014-15, el segundo lugar se clasificó a la tercera ronda previa de la Liga de Campeones 2014-15, el tercer lugar juega la ronda preliminar de la Liga Europea de la UEFA 2014-15, el cuarto la tercera fase y del quinto al octavo lugar juegan los play-offs para definir un pase a la misma competición. El último lugar desciende a la Eerste Divisie, mientras que los lugares 16.º y 17.º jugarán una ronda de repesca para el descenso. Ajax ganó su 25.ª Eredivisie.

## Ascensos y descensos
| Pos. | Descendidos de la Eredivisie |
| ---- | ---------------------------- |
| 17.º | VVV-Venlo (promoción)        |
| 18.º | Willem II                    |

| Pos. | Ascendidos de la Eerste Divisie |
| ---- | ------------------------------- |
| 1.º  | Cambuur Leeuwarden              |
| 6.º  | Go Ahead Eagles (promoción)     |

## Información de los equipos
| Club               | Ciudad     | Entrenador        | Estadio                  | Capacidad |
| ------------------ | ---------- | ----------------- | ------------------------ | --------- |
| ADO Den Haag       | La Haya    | Henk Fraser       | Kyocera Stadion          | 15.000    |
| Ajax Ámsterdam     | Ámsterdam  | Frank de Boer     | Amsterdam Arena          | 53.052    |
| AZ Alkmaar         | Alkmaar    | Dick Advocaat     | AFAS Stadion             | 17.023    |
| Cambuur Leeuwarden | Leeuwarden | Henk de Jong      | Cambuur Stadion          | 10.250    |
| FC Feyenoord       | Róterdam   | Ronald Koeman     | Stadion Feyenoord        | 51.177    |
| Go Ahead Eagles    | Deventer   | Foeke Booy        | Adelaarshorst            | 8.000     |
| FC Groningen       | Groninga   | Erwin van de Looi | Euroborg                 | 22.550    |
| SC Heerenveen      | Heerenveen | Marco van Basten  | Abe Lenstra Stadion      | 26.100    |
| SC Heracles Almelo | Almelo     | Jan de Jonge      | Polman Stadion           | 8.500     |
| NAC Breda          | Breda      | Nebojša Gudelj    | Rat Verlegh Stadion      | 19.005    |
| NEC Nijmegen       | Nimega     | Anton Janssen     | Goffert Stadion          | 12.500    |
| PSV Eindhoven      | Eindhoven  | Phillip Cocu      | Philips Stadion          | 35.000    |
| RKC Waalwijk       | Waalwijk   | Erwin Koeman      | Mandemakers Stadion      | 7.508     |
| Roda JC Kerkrade   | Kerkrade   | Jon Dahl Tomasson | Parkstad Limburg Stadion | 18.936    |
| FC Twente          | Enschede   | Alfred Schreuder  | De Grolsch Veste         | 30.014    |
| FC Utrecht         | Utrecht    | Jan Wouters       | Galgenwaard              | 23.750    |
| SBV Vitesse        | Arnhem     | Peter Bosz        | Gelredome                | 25.000    |
| PEC Zwolle         | Zwolle     | Ron Jans          | IJsseldelta Stadion      | 12.500    |

## Tabla de posiciones
|           |    | Equipos              | PJ | PG | PE | PP | GF | GC | Dif | Pts |
| --------- | -- | -------------------- | -- | -- | -- | -- | -- | -- | --- | --- |
|           | 1  | Ajax (C)             | 34 | 20 | 11 | 3  | 69 | 28 | +41 | 71  |
|           | 2  | Feyenoord            | 34 | 20 | 7  | 7  | 76 | 40 | +36 | 67  |
|           | 3  | Twente               | 34 | 17 | 12 | 5  | 72 | 37 | +35 | 63  |
|           | 4  | PSV                  | 34 | 18 | 5  | 11 | 60 | 45 | +15 | 59  |
|           | 5  | Heerenveen           | 34 | 16 | 9  | 9  | 72 | 51 | +21 | 57  |
|           | 6  | Vitesse              | 34 | 15 | 10 | 9  | 65 | 49 | +16 | 55  |
|           | 7  | Groningen (G)        | 34 | 14 | 9  | 11 | 57 | 53 | +4  | 51  |
|           | 8  | AZ                   | 34 | 13 | 8  | 13 | 54 | 50 | +4  | 47  |
|           | 9  | ADO Den Haag         | 34 | 12 | 7  | 15 | 45 | 64 | -19 | 43  |
|           | 10 | Utrecht              | 34 | 11 | 8  | 15 | 46 | 65 | -19 | 41  |
|           | 11 | PEC Zwolle (CC)      | 34 | 9  | 13 | 12 | 47 | 49 | -2  | 40  |
|           | 12 | Cambuur Leeuwarden   | 34 | 10 | 9  | 15 | 40 | 50 | -10 | 39  |
|           | 13 | Go Ahead Eagles      | 34 | 10 | 8  | 16 | 45 | 69 | -24 | 38  |
|           | 14 | Heracles Almelo      | 34 | 10 | 7  | 17 | 45 | 59 | -14 | 37  |
|           | 15 | NAC Breda            | 34 | 8  | 11 | 15 | 43 | 54 | -11 | 35  |
|           | 16 | RKC Waalwijk (D)     | 34 | 7  | 11 | 16 | 44 | 64 | -20 | 32  |
|           | 17 | NEC (D)              | 34 | 5  | 15 | 14 | 54 | 82 | -28 | 30  |
| Descendió | 18 | Roda JC Kerkrade (D) | 34 | 7  | 8  | 19 | 44 | 69 | -25 | 29  |

|           | Clasificado para la Fase de grupos de la Liga de Campeones 2014-15.                                            |
|           | Clasificado para la Tercera ronda previa de la Liga de Campeones 2014-15.                                      |
|           | Clasificado para la Cuarta ronda previa (play-off) de la Liga Europea 2014-15.                                 |
|           | Clasificado para la Cuarta ronda previa (play-off) de la Liga Europea 2014-15 por ganar la KNVB beker 2013-14. |
|           | Clasificado para la Tercera ronda previa de la Liga Europea de la UEFA 2014-15.                                |
|           | Play-offs para ingresar a la Segunda ronda previa de la Liga Europea de la UEFA 2014-15.                       |
|           | Participarán por la permanencia en la Eredivisie contra clubes de la Eerste Divisie 2013/14.                   |
| Descendió | Descenso a la Eerste Divisie 2014/15.                                                                          |

| (C) Campeón                                         |
| (CC) Campeón de la Copa de los Países Bajos 2013-14 |
| (D) Descendido                                      |
| (G) Ganador de los play-offs                        |

## Evolución de las posiciones
| Equipo / Jornada | 1  | 2  | 3  | 4  | 5  | 6  | 7  | 8  | 9  | 10 | 11 | 12 | 13 | 14 | 15 | 16 | 17 | 18 | 19 | 20 | 21 | 22 | 23 | 24 | 25 | 26 | 27 | 28 | 29 | 30 | 31 | 32 | 33 | 34 |
| Equipo / Jornada |    |    |    |    |    |    |    |    |    |    |    |    |    |    |    |    |    |    |    |    |    |    |    |    |    |    |    |    |    |    |    |    |    |    |
| ---------------- | -- | -- | -- | -- | -- | -- | -- | -- | -- | -- | -- | -- | -- | -- | -- | -- | -- | -- | -- | -- | -- | -- | -- | -- | -- | -- | -- | -- | -- | -- | -- | -- | -- | -- |
| Ajax             | 2  | 8  | 4  | 4  | 4  | 4  | 7  | 4  | 3  | 4  | 2  | 6  | 3  | 2  | 2  | 2  | 2  | 1  | 1  | 1  | 1  | 1  | 1  | 1  | 1  | 1  | 1  | 1  | 1  | 1  | 1  | 1  | 1  | 1  |
| Feyenoord        | 14 | 16 | 17 | 15 | 12 | 12 | 8  | 7  | 4  | 5  | 8  | 4  | 6  | 7  | 4  | 4  | 4  | 4  | 4  | 4  | 4  | 4  | 3  | 3  | 4  | 4  | 4  | 4  | 5  | 2  | 2  | 2  | 2  | 2  |
| Twente           | 11 | 5  | 3  | 3  | 3  | 6  | 3  | 1  | 1  | 1  | 1  | 3  | 5  | 3  | 3  | 3  | 3  | 3  | 3  | 3  | 3  | 2  | 2  | 2  | 2  | 2  | 3  | 2  | 3  | 5  | 3  | 3  | 3  | 3  |
| PSV Eindhoven    | 5  | 1  | 1  | 2  | 2  | 2  | 1  | 2  | 2  | 2  | 4  | 5  | 8  | 8  | 10 | 10 | 9  | 7  | 8  | 6  | 7  | 7  | 6  | 5  | 5  | 5  | 5  | 5  | 2  | 3  | 5  | 5  | 4  | 4  |
| Heerenveen       | 3  | 3  | 5  | 6  | 5  | 3  | 4  | 3  | 5  | 9  | 11 | 11 | 9  | 9  | 8  | 8  | 5  | 5  | 5  | 5  | 5  | 5  | 5  | 6  | 6  | 6  | 6  | 6  | 6  | 6  | 6  | 6  | 6  | 5  |
| Vitesse          | 4  | 9  | 10 | 8  | 8  | 7  | 5  | 5  | 7  | 6  | 6  | 2  | 1  | 1  | 1  | 1  | 1  | 2  | 2  | 2  | 2  | 3  | 4  | 4  | 3  | 3  | 2  | 3  | 4  | 4  | 4  | 4  | 5  | 6  |
| Groningen        | 1  | 2  | 6  | 7  | 6  | 9  | 6  | 9  | 8  | 7  | 7  | 8  | 4  | 5  | 5  | 5  | 6  | 6  | 6  | 7  | 9  | 9  | 11 | 9  | 9  | 9  | 9  | 10 | 9  | 8  | 8  | 8  | 7  | 7  |
| AZ Alkmaar       | 15 | 10 | 7  | 9  | 11 | 5  | 9  | 8  | 9  | 8  | 3  | 1  | 2  | 4  | 6  | 6  | 7  | 8  | 7  | 8  | 6  | 6  | 7  | 7  | 7  | 7  | 7  | 7  | 7  | 7  | 7  | 7  | 8  | 8  |
| ADO Den Haag     | 13 | 15 | 13 | 16 | 16 | 17 | 17 | 16 | 16 | 16 | 16 | 16 | 15 | 16 | 17 | 15 | 16 | 16 | 18 | 16 | 18 | 18 | 18 | 17 | 15 | 15 | 15 | 13 | 13 | 13 | 10 | 12 | 9  | 9  |
| Utrecht          | 8  | 12 | 16 | 14 | 15 | 11 | 14 | 14 | 15 | 13 | 15 | 12 | 13 | 12 | 9  | 7  | 8  | 9  | 9  | 11 | 12 | 12 | 14 | 15 | 13 | 13 | 14 | 14 | 14 | 14 | 14 | 11 | 12 | 10 |
| PEC Zwolle       | 6  | 4  | 2  | 1  | 1  | 1  | 2  | 6  | 6  | 3  | 5  | 7  | 7  | 6  | 7  | 9  | 10 | 11 | 11 | 9  | 8  | 8  | 8  | 8  | 8  | 8  | 8  | 8  | 8  | 9  | 9  | 9  | 10 | 11 |
| SC Cambuur       | 10 | 14 | 9  | 12 | 13 | 8  | 10 | 12 | 14 | 15 | 14 | 15 | 16 | 14 | 14 | 16 | 17 | 17 | 14 | 13 | 15 | 15 | 15 | 14 | 12 | 11 | 11 | 9  | 10 | 11 | 12 | 10 | 11 | 12 |
| Go Ahead Eagles  | 7  | 7  | 12 | 11 | 7  | 10 | 11 | 15 | 11 | 11 | 13 | 14 | 12 | 13 | 13 | 11 | 11 | 10 | 10 | 12 | 13 | 13 | 12 | 12 | 14 | 14 | 12 | 15 | 15 | 15 | 11 | 13 | 13 | 13 |
| Heracles Almelo  | 16 | 17 | 14 | 13 | 9  | 13 | 15 | 10 | 12 | 14 | 12 | 13 | 14 | 15 | 15 | 13 | 13 | 13 | 13 | 10 | 11 | 10 | 10 | 11 | 11 | 12 | 13 | 12 | 12 | 10 | 13 | 14 | 14 | 14 |
| NAC Breda        | 9  | 13 | 15 | 17 | 17 | 15 | 12 | 11 | 10 | 12 | 10 | 10 | 10 | 10 | 11 | 12 | 12 | 12 | 12 | 14 | 10 | 11 | 9  | 10 | 10 | 10 | 10 | 11 | 11 | 12 | 15 | 15 | 15 | 15 |
| RKC Waalwijk     | 12 | 6  | 8  | 10 | 14 | 16 | 16 | 17 | 17 | 17 | 18 | 17 | 17 | 17 | 16 | 17 | 15 | 14 | 15 | 17 | 14 | 14 | 13 | 13 | 16 | 16 | 16 | 16 | 16 | 16 | 16 | 16 | 16 | 16 |
| NEC Nijmegen     | 17 | 18 | 18 | 18 | 18 | 18 | 18 | 18 | 18 | 18 | 17 | 18 | 18 | 18 | 18 | 18 | 18 | 18 | 17 | 18 | 17 | 17 | 17 | 16 | 17 | 17 | 18 | 17 | 17 | 17 | 17 | 17 | 17 | 17 |
| Roda JC          | 18 | 11 | 11 | 5  | 10 | 14 | 13 | 13 | 13 | 10 | 9  | 9  | 11 | 11 | 12 | 14 | 14 | 15 | 16 | 15 | 16 | 16 | 16 | 18 | 18 | 18 | 17 | 18 | 18 | 18 | 18 | 18 | 18 | 18 |

## Resultados
- Los horarios corresponden al huso horario de los Países Bajos (Hora central europea): UTC+1 en horario estándar y UTC+2 en horario de verano

### Primera rueda
| Ajax               | 7 - 0 | Roda JC Kerkrade | Amsterdam Arena     | 2 de agosto | 20:00 |
| ADO Den Haag       | 2 - 3 | PSV              | Kyocera Stadion     | 3 de agosto | 18:45 |
| NEC                | 1 - 4 | Groningen        | De Goffert          | 3 de agosto | 19:45 |
| Twente             | 0 - 0 | RKC Waalwijk     | De Grolsch Veste    | 3 de agosto | 19:45 |
| Heerenveen         | 4 - 2 | AZ               | Abe Lenstra Stadion | 3 de agosto | 20:45 |
| Cambuur Leeuwarden | 0 - 0 | NAC Breda        | Cambuur Stadion     | 4 de agosto | 12:30 |
| Utrecht            | 1 - 1 | Go Ahead Eagles  | Nieuw Galgenwaard   | 4 de agosto | 14:30 |
| Vitesse            | 3 - 1 | Heracles Almelo  | Gelredome           | 4 de agosto | 14:30 |
| PEC Zwolle         | 2 - 1 | Feyenoord        | IJsseldelta Stadion | 4 de agosto | 16:30 |

| Roda JC Kerkrade | 2 - 0 | Cambuur Leeuwarden | Parkstad Limburg Stadion | 9 de agosto  | 20:00 |
| Heracles Almelo  | 1 - 3 | PEC Zwolle         | Polman Stadion           | 10 de agosto | 18:45 |
| NAC Breda        | 0 - 2 | Heerenveen         | Rat Verlegh Stadion      | 10 de agosto | 19:45 |
| Go Ahead Eagles  | 2 - 1 | ADO Den Haag       | De Adelaarshorst         | 10 de agosto | 19:45 |
| PSV              | 5 - 0 | NEC                | Philips Stadion          | 10 de agosto | 20:45 |
| Feyenoord        | 1 - 4 | Twente             | De Kuip                  | 11 de agosto | 12:30 |
| AZ               | 1 - 0 | Ajax               | AFAS Stadion             | 11 de agosto | 14:30 |
| Groningen        | 2 - 0 | Utrecht            | Euroborg                 | 11 de agosto | 14:30 |
| RKC Waalwijk     | 4 - 2 | Vitesse            | Mandemakers Stadion      | 11 de agosto | 16:30 |

| PSV                | 3 - 0 | Go Ahead Eagles | Philips Stadion          | 17 de agosto | 18:45 |
| Cambuur Leeuwarden | 4 - 1 | Groningen       | Cambuur Stadion          | 17 de agosto | 18:45 |
| RKC Waalwijk       | 1 - 2 | AZ              | Mandemakers Stadion      | 17 de agosto | 19:45 |
| NEC                | 1 - 5 | PEC Zwolle      | De Goffert               | 17 de agosto | 20:45 |
| Roda JC Kerkrade   | 1 - 1 | Vitesse         | Parkstad Limburg Stadion | 17 de agosto | 20:45 |
| Ajax               | 4 - 0 | Feyenoord       | Amsterdam Arena          | 18 de agosto | 12:30 |
| Heerenveen         | 2 - 4 | Heracles Almelo | Abe Lenstra Stadion      | 18 de agosto | 14:30 |
| NAC Breda          | 1 - 2 | ADO Den Haag    | Rat Verlegh Stadion      | 18 de agosto | 14:30 |
| Twente             | 6 - 0 | Utrecht         | De Grolsch Veste         | 18 de agosto | 16:30 |

| Heerenveen      | 0 - 0 | Ajax               | Abe Lenstra Stadion | 23 de agosto | 20:00 |
| NEC             | 2 - 2 | RKCWaalwijk        | De Goffert          | 24 de agosto | 18:45 |
| Heracles Almelo | 1 - 1 | PSV                | Polman Stadion      | 24 de agosto | 19:45 |
| ADO Den Haag    | 0 - 4 | Roda JC Kerkrade   | Kyocera Stadion     | 24 de agosto | 19:45 |
| PEC Zwolle      | 2 - 0 | Cambuur Leeuwarden | IJsseldelta Stadion | 24 de agosto | 20:45 |
| Go Ahead Eagles | 3 - 3 | Groningen          | De Adelaarshorst    | 25 de agosto | 12:30 |
| Vitesse         | 1 - 0 | Twente             | Gelredome           | 25 de agosto | 14:30 |
| Feyenoord       | 3 - 1 | NAC Breda          | De Kuip             | 25 de agosto | 14:30 |
| Utrecht         | 2 - 0 | AZ                 | Nieuw Galgenwaard   | 25 de agosto | 16:30 |

| NAC Breda       | 1 - 1 | NEC                | Rat Verlegh Stadion | 30 de agosto    | 20:00 |
| Twente          | 1 - 1 | Heerenveen         | De Grolsch Veste    | 31 de agosto    | 18:45 |
| Heracles Almelo | 1 - 0 | ADO Den Haag       | Polman Stadion      | 31 de agosto    | 19:45 |
| RKC Waalwijk    | 1 - 4 | Go Ahead Eagles    | Mandemakers Stadion | 31 de agosto    | 19:45 |
| PSV             | 0 - 0 | Cambuur Leeuwarden | Philips Stadion     | 31 de agosto    | 20:45 |
| Groningen       | 0 - 0 | Ajax               | Euroborg            | 1 de septiembre | 12:30 |
| PEC Zwolle      | 1 - 1 | Utrecht            | IJsseldelta Stadion | 1 de septiembre | 14:30 |
| AZ              | 1 - 1 | Vitesse            | AFAS Stadion        | 1 de septiembre | 16:30 |
| Feyenoord       | 4 - 0 | Roda JC Kerkrade   | De Kuip             | 1 de septiembre | 16:30 |

| Ajax               | 6 - 1 | PEC Zwolle      | Amsterdam Arena          | 14 de septiembre | 18:45 |
| Cambuur Leeuwarden | 2 - 0 | Heracles Almelo | Cambuur Stadion          | 14 de septiembre | 19:45 |
| Twente             | 2 - 2 | PSV             | De Grolsch Veste         | 14 de septiembre | 20:45 |
| NEC                | 3 - 3 | Feyenoord       | De Goffert               | 15 de septiembre | 12:30 |
| Roda JC Kerkrade   | 1 - 5 | NAC Breda       | Parkstad Limburg Stadion | 15 de septiembre | 14:30 |
| AZ                 | 3 - 0 | Go Ahead Eagles | AFAS Stadion             | 15 de septiembre | 14:30 |
| Heerenveen         | 4 - 2 | Groningen       | Abe Lenstra Stadion      | 15 de septiembre | 14:30 |
| Utrecht            | 2 - 1 | RKC Waalwijk    | Nieuw Galgenwaard        | 15 de septiembre | 16:30 |
| ADO Den Haag       | 2 - 1 | Vitesse         | Kyocera Stadion          | 2 de octubre     | 15:30 |

| Go Ahead Eagles  | 0 - 0 | Cambuur Leeuwarden | De Adelaarshorst         | 20 de septiembre | 20:00 |
| Heracles Almelo  | 0 - 3 | Twente             | Polman Stadion           | 21 de septiembre | 18:45 |
| Groningen        | 4 - 1 | RKC Waalwijk       | Euroborg                 | 21 de septiembre | 19:45 |
| ADO Den Haag     | 1 - 1 | NEC                | Kyocera Stadion          | 21 de septiembre | 19:45 |
| Roda JC Kerkrade | 3 - 3 | Heerenveen         | Parkstad Limburg Stadion | 21 de septiembre | 20:45 |
| Vitesse          | 3 - 0 | PEC Zwolle         | Gelredome                | 22 de septiembre | 12:30 |
| NAC Breda        | 3 - 0 | AZ                 | Rat Verlegh Stadion      | 22 de septiembre | 14:30 |
| Feyenoord        | 1 - 0 | Utrecht            | De Kuip                  | 22 de septiembre | 14:30 |
| PSV              | 1 - 0 | Ajax               | Philips Stadion          | 22 de septiembre | 16:30 |

| AZ           | 2 - 1 | PSV                | AFAS Stadion        | 28 de septiembre | 18:45 |
| RKC Waalwijk | 1 - 4 | Heracles Almelo    | Mandemakers Stadion | 28 de septiembre | 18:45 |
| Utrecht      | 3 - 3 | Roda JC Kerkrade   | Stadion Galgenwaard | 28 de septiembre | 19:45 |
| PEC Zwolle   | 0 - 0 | NAC Breda          | IJsseldelta Stadion | 28 de septiembre | 20:45 |
| Ajax         | 9 - 0 | Go Ahead Eagles    | Amsterdam Arena     | 28 de septiembre | 20:45 |
| NEC          | 2 - 3 | Vitesse            | De Goffert          | 29 de septiembre | 12:30 |
| Heerenveen   | 2 - 1 | Cambuur Leeuwarden | Abe Lenstra Stadion | 29 de septiembre | 14:30 |
| Feyenoord    | 4 - 2 | ADO Den Haag       | De Kuip             | 29 de septiembre | 14:30 |
| Twente       | 5 - 0 | Groningen          | De Grolsch Veste    | 29 de septiembre | 16:30 |

| Cambuur Leeuwarden | 0 - 1 | Twente          | Cambuur Stadion          | 4 de octubre   | 20:00 |
| Roda JC Kerkrade   | 0 - 0 | PEC Zwolle      | Parkstad Limburg Stadion | 5 de octubre   | 19:45 |
| Go Ahead Eagles    | 4 - 3 | NEC             | De Adelaarshorst         | 5 de octubre   | 19:45 |
| NAC Breda          | 2 - 1 | Heracles Almelo | Rat Verlegh Stadion      | 5 de octubre   | 20:45 |
| Ajax               | 7 - 0 | Utrecht         | Amsterdam Arena          | 6 de octubre   | 12:30 |
| Vitesse            | 1 - 2 | Feyenoord       | Gelredome                | 6 de octubre   | 14:30 |
| Groningen          | 2 - 1 | AZ              | Euroborg                 | 6 de octubre   | 14:30 |
| PSV                | 2 - 1 | RKC Waalwijk    | Philips Stadion          | 6 de octubre   | 16:30 |
| ADO Den Haag       | 1 - 1 | Heerenveen      | Kyocera Stadion          | 4 de diciembre | 18:45 |

| Go Ahead Eagles | 2 - 2 | Feyenoord          | De Adelaarshorst    | 19 de octubre | 18:45 |
| RKC Waalwijk    | 1 - 2 | Roda JC Kerkrade   | Mandemakers Stadion | 19 de octubre | 18:45 |
| Utrecht         | 4 - 2 | NAC Breda          | Stadion Galgenwaard | 19 de octubre | 19:45 |
| Heerenveen      | 2 - 3 | Vitesse            | Abe Lenstra Stadion | 19 de octubre | 20:45 |
| Twente          | 1 - 1 | Ajax               | De Grolsch Veste    | 19 de octubre | 20:45 |
| Heracles Almelo | 1 - 1 | NEC                | Polman Stadion      | 20 de octubre | 12:30 |
| Groningen       | 1 - 0 | PSV                | Euroborg            | 20 de octubre | 14:30 |
| PEC Zwolle      | 6 - 1 | ADO Den Haag       | IJsseldelta Stadion | 20 de octubre | 14:30 |
| AZ              | 3 - 1 | Cambuur Leeuwarden | AFAS Stadion        | 20 de octubre | 16:30 |

| NEC                | 2 - 1 | Heerenveen      | De Goffert               | 25 de octubre | 20:00 |
| ADO Den Haag       | 3 - 2 | Twente          | Kyocera Stadion          | 26 de octubre | 18:45 |
| Cambuur Leeuwarden | 3 - 1 | Utrecht         | Cambuur Stadion          | 26 de octubre | 19:45 |
| NAC Breda          | 5 - 0 | Go Ahead Eagles | Rat Verlegh Stadion      | 26 de octubre | 19:45 |
| Ajax               | 0 - 0 | RKC Waalwijk    | Amsterdam Arena          | 26 de octubre | 20:45 |
| Roda JC Kerkrade   | 2 - 1 | PSV             | Parkstad Limburg Stadion | 27 de octubre | 12:30 |
| PEC Zwolle         | 0 - 2 | AZ              | IJsseldelta Stadion      | 27 de octubre | 14:30 |
| Feyenoord          | 1 - 2 | Heracles Almelo | De Kuip                  | 27 de octubre | 14:30 |
| Vitesse            | 2 - 2 | Groningen       | Gelredome                | 27 de octubre | 16:30 |

| RKC Waalwijk       | 3 - 0 | NAC Breda        | Mandemakers Stadion | 1 de noviembre | 20:00 |
| Ajax               | 1 - 3 | Vitesse          | Amsterdam Arena     | 2 de noviembre | 18:45 |
| Twente             | 2 - 2 | NEC              | De Grolsch Veste    | 2 de noviembre | 19:45 |
| AZ                 | 2 - 0 | ADO Den Haag     | AFAS Stadion        | 2 de noviembre | 19:45 |
| PSV                | 1 - 1 | PEC Zwolle       | Philips Stadion     | 2 de noviembre | 20:45 |
| Groningen          | 3 - 3 | Roda JC Kerkrade | Euroborg            | 3 de noviembre | 12:30 |
| Cambuur Leeuwarden | 0 - 2 | Feyenoord        | Cambuur Stadion     | 3 de noviembre | 14:30 |
| Utrecht            | 2 - 0 | Heerenveen       | Stadion Galgenwaard | 3 de noviembre | 16:30 |
| Go Ahead Eagles    | 1 - 1 | Heracles Almelo  | De Adelaarshorst    | 4 de diciembre | 20:45 |

| Heerenveen       | 5 - 2 | RKC Waalwijk       | Abe Lenstra Stadion      | 8 de noviembre  | 20:00 |
| Roda JC Kerkrade | 1 - 4 | Go Ahead Eagles    | Parkstad Limburg Stadion | 9 de noviembre  | 18:45 |
| Heracles Almelo  | 0 - 3 | Groningen          | Polman Stadion           | 9 de noviembre  | 19:45 |
| Vitesse          | 3 - 1 | Utrecht            | Gelredome                | 9 de noviembre  | 19:45 |
| ADO Den Haag     | 3 - 0 | Cambuur Leeuwarden | Kyocera Stadion          | 9 de noviembre  | 20:45 |
| PEC Zwolle       | 1 - 1 | Twente             | IJsseldelta Stadion      | 10 de noviembre | 12:30 |
| NAC Breda        | 2 - 1 | PSV                | Rat Verlegh Stadion      | 10 de noviembre | 14:30 |
| NEC              | 0 - 4 | Ajax               | De Goffert               | 10 de noviembre | 14:30 |
| Feyenoord        | 2 - 2 | AZ                 | De Kuip                  | 10 de noviembre | 16:30 |

| PSV                | 1 - 1 | Heerenveen       | Philips Stadion     | 23 de noviembre | 18:45 |
| AZ                 | 2 - 2 | Roda JC Kerkrade | AFAS Stadion        | 23 de noviembre | 19:45 |
| Cambuur Leeuwarden | 2 - 1 | NEC              | Cambuur Stadion     | 23 de noviembre | 19:45 |
| Ajax               | 6 - 0 | Heracles Almelo  | Amsterdam Arena     | 23 de noviembre | 20:45 |
| RKC Waalwijk       | 1 - 0 | Feyenoord        | Mandemakers Stadion | 24 de noviembre | 12:30 |
| Utrecht            | 3 - 0 | ADO Den Haag     | Stadion Galgenwaard | 24 de noviembre | 12:30 |
| Go Ahead Eagles    | 0 - 3 | Vitesse          | De Adelaarshorst    | 24 de noviembre | 14:30 |
| Groningen          | 0 - 0 | PEC Zwolle       | Euroborg            | 24 de noviembre | 14:30 |
| Twente             | 5 - 1 | NAC Breda        | De Grolsch Veste    | 24 de noviembre | 16:30 |

| Roda JC Kerkrade | 1 - 2 | Twente             | Parkstad Limburg Stadion | 29 de noviembre | 20:00 |
| PEC Zwolle       | 1 - 1 | RKC Waalwijk       | IJsseldelta Stadion      | 30 de noviembre | 18:45 |
| Heerenveen       | 3 - 1 | Go Ahead Eagles    | Abe Lenstra Stadion      | 30 de noviembre | 19:45 |
| NAC Breda        | 2 - 2 | Groningen          | Rat Verlegh Stadion      | 30 de noviembre | 19:45 |
| Heracles Almelo  | 1 - 2 | Utrecht            | Polman Stadion           | 30 de noviembre | 20:45 |
| ADO Den Haag     | 0 - 4 | Ajax               | Kyocera Stadion          | 1 de diciembre  | 12:30 |
| Vitesse          | 3 - 0 | Cambuur Leeuwarden | Gelredome                | 1 de diciembre  | 14:30 |
| Feyenoord        | 3 - 1 | PSV                | De Kuip                  | 1 de diciembre  | 14:30 |
| NEC              | 3 - 2 | AZ                 | De Goffert               | 1 de diciembre  | 16:30 |

| Utrecht          | 2 - 0 | NEC                | Stadion Galgenwaard      | 6 de diciembre | 20:00 |
| Ajax             | 8 - 0 | NAC Breda          | Amsterdam Arena          | 7 de diciembre | 18:45 |
| AZ               | 1 - 3 | Twente             | AFAS Stadion             | 7 de diciembre | 19:45 |
| RKC Waalwijk     | 2 - 2 | Cambuur Leeuwarden | Mandemakers Stadion      | 7 de diciembre | 19:45 |
| PSV              | 2 - 6 | Vitesse            | Philips Stadion          | 7 de diciembre | 20:45 |
| Heerenveen       | 1 - 2 | Feyenoord          | Abe Lenstra Stadion      | 8 de diciembre | 12:30 |
| Go Ahead Eagles  | 4 - 1 | PEC Zwolle         | De Adelaarshorst         | 8 de diciembre | 14:30 |
| Groningen        | 1 - 2 | ADO Den Haag       | Euroborg                 | 8 de diciembre | 14:30 |
| Roda JC Kerkrade | 1 - 3 | Heracles Almelo    | Parkstad Limburg Stadion | 8 de diciembre | 16:30 |

| PEC Zwolle         | 1 - 2 | Heerenveen       | IJsseldelta Stadion | 13 de diciembre | 20:00 |
| NEC                | 4 - 3 | Roda JC Kerkrade | De Goffert          | 14 de diciembre | 18:45 |
| ADO Den Haag       | 1 - 2 | RKC Waalwijk     | Kyocera Stadion     | 14 de diciembre | 19:45 |
| Twente             | 3 - 1 | Go Ahead Eagles  | De Grolsch Veste    | 14 de diciembre | 20:45 |
| Cambuur Leeuwarden | 0 - 7 | Ajax             | Cambuur Stadion     | 15 de diciembre | 12:30 |
| Heracles Almelo    | 2 - 0 | AZ               | Polman Stadion      | 15 de diciembre | 14:30 |
| Vitesse            | 3 - 2 | NAC Breda        | Gelredome           | 15 de diciembre | 14:30 |
| Feyenoord          | 1 - 0 | Groningen        | De Kuip             | 15 de diciembre | 14:30 |
| Utrecht            | 1 - 5 | PSV              | Stadion Galgenwaard | 15 de diciembre | 16:30 |

### Segunda rueda
| RKC Waalwijk     | 1 - 1 | Twente             | Mandemakers Stadion      | 20 de diciembre | 20:00 |
| AZ               | 1 - 5 | Heerenveen         | AFAS Stadion             | 21 de diciembre | 18:45 |
| Heracles Almelo  | 2 - 2 | Vitesse            | Polman Stadion           | 21 de diciembre | 19:45 |
| NAC Breda        | 1 - 0 | Cambuur Leeuwarden | Rat Verlegh Stadion      | 21 de diciembre | 19:45 |
| Feyenoord        | 3 - 0 | PEC Zwolle         | De Kuip                  | 21 de diciembre | 20:45 |
| Roda JC Kerkrade | 1 - 2 | Ajax               | Parkstad Limburg Stadion | 22 de diciembre | 12:30 |
| Groningen        | 5 - 2 | NEC                | Euroborg                 | 22 de diciembre | 14:30 |
| Go Ahead Eagles  | 2 - 1 | Utrecht            | De Adelaarshorst         | 22 de diciembre | 14:30 |
| PSV              | 2 - 0 | ADO Den Haag       | Philips Stadion          | 22 de diciembre | 16:30 |

| Twente             | 3 - 1 | Heracles Almelo  | De Grolsch Veste    | 17 de enero | 20:00 |
| AZ                 | 3 - 0 | NAC Breda        | AFAS Stadion        | 18 de enero | 18:45 |
| PEC Zwolle         | 1 - 2 | Vitesse          | IJsseldelta Stadion | 18 de enero | 19:45 |
| RKC Waalwijk       | 1 - 1 | Groningen        | Mandemakers Stadion | 18 de enero | 19:45 |
| Heerenveen         | 2 - 2 | Roda JC Kerkrade | Abe Lenstra Stadion | 18 de enero | 20:45 |
| NEC                | 3 - 1 | ADO Den Haag     | De Goffert          | 19 de enero | 12:30 |
| Utrecht            | 2 - 5 | Feyenoord        | Stadion Galgenwaard | 19 de enero | 14:30 |
| Cambuur Leeuwarden | 2 - 0 | Go Ahead Eagles  | Cambuur Stadion     | 19 de enero | 14:30 |
| Ajax               | 1 - 0 | PSV              | Amsterdam Arena     | 19 de enero | 16:30 |

| Heracles Almelo    | 2 - 1 | RKC Waalwijk | Polman Stadion           | 24 de enero   | 20:00 |
| ADO Den Haag       | 3 - 2 | Feyenoord    | Kyocera Stadion          | 25 de enero   | 18:45 |
| NAC Breda          | 1 - 2 | PEC Zwolle   | Rat Verlegh Stadion      | 25 de enero   | 19:45 |
| Roda JC Kerkrade   | 1 - 0 | Utrecht      | Parkstad Limburg Stadion | 25 de enero   | 19:45 |
| PSV                | 1 - 0 | AZ           | Philips Stadion          | 25 de enero   | 20:45 |
| Cambuur Leeuwarden | 3 - 1 | Heerenveen   | Cambuur Stadion          | 26 de enero   | 12:30 |
| Vitesse            | 1 - 1 | NEC          | Gelredome                | 26 de enero   | 12:30 |
| Go Ahead Eagles    | 0 - 6 | Ajax         | De Adelaarshorst         | 26 de enero   | 14:30 |
| Groningen          | 1 - 1 | Twente       | Euroborg                 | 12 de febrero | 19:45 |

| Feyenoord       | 1 - 1 | Vitesse            | De Kuip             | 31 de enero  | 20:00 |
| Heerenveen      | 3 - 0 | ADO Den Haag       | Abe Lenstra Stadion | 1 de febrero | 18:45 |
| PEC Zwolle      | 3 - 1 | Roda JC Kerkrade   | IJsseldelta Stadion | 1 de febrero | 19:45 |
| Heracles Almelo | 1 - 2 | NAC Breda          | Polman Stadion      | 1 de febrero | 19:45 |
| AZ              | 2 - 0 | Groningen          | AFAS Stadion        | 1 de febrero | 20:45 |
| Utrecht         | 0 - 0 | Ajax               | Stadion Galgenwaard | 2 de febrero | 12:30 |
| NEC             | 1 - 1 | Go Ahead Eagles    | De Goffert          | 2 de febrero | 14:30 |
| Twente          | 3 - 1 | Cambuur Leeuwarden | De Grolsch Veste    | 2 de febrero | 14:30 |
| RKC Waalwijk    | 2 - 0 | PSV                | Mandemakers Stadion | 2 de febrero | 16:30 |

| Roda JC Kerkrade   | 1 - 2 | Feyenoord       | Parkstad Limburg Stadion | 4 de febrero | 18:45 |
| ADO Den Haag       | 0 - 3 | Heracles Almelo | Kyocera Stadion          | 4 de febrero | 19:45 |
| Vitesse            | 0 - 2 | AZ              | Gelredome                | 4 de febrero | 20:45 |
| Cambuur Leeuwarden | 1 - 2 | PSV             | Cambuur Stadion          | 5 de febrero | 18:45 |
| Go Ahead Eagles    | 2 - 2 | RKC Waalwijk    | De Adelaarshorst         | 5 de febrero | 19:45 |
| NEC                | 1 - 1 | NAC Breda       | De Goffert               | 5 de febrero | 19:45 |
| Heerenveen         | 0 - 2 | Twente          | Abe Lenstra Stadion      | 5 de febrero | 20:45 |
| Utrecht            | 1 - 2 | PEC Zwolle      | Stadion Galgenwaard      | 6 de febrero | 18:45 |
| Ajax               | 7 - 0 | Groningen       | Amsterdam Arena          | 6 de febrero | 20:45 |

| Vitesse         | 0 - 0 | ADO Den Haag       | Gelredome           | 7 de febrero | 20:00 |
| PSV             | 3 - 2 | Twente             | Philips Stadion     | 8 de febrero | 18:45 |
| Go Ahead Eagles | 2 - 1 | AZ                 | De Adelaarshorst    | 8 de febrero | 19:45 |
| NAC Breda       | 2 - 0 | Roda JC Kerkrade   | Rat Verlegh Stadion | 8 de febrero | 19:45 |
| Feyenoord       | 5 - 1 | NEC                | De Kuip             | 8 de febrero | 20:45 |
| Heracles Almelo | 1 - 1 | Cambuur Leeuwarden | Polman Stadion      | 9 de febrero | 12:30 |
| PEC Zwolle      | 0 - 0 | Ajax               | IJsseldelta Stadion | 9 de febrero | 14:30 |
| RKC Waalwijk    | 5 - 2 | Utrecht            | Mandemakers Stadion | 9 de febrero | 14:30 |
| Groningen       | 1 - 3 | Heerenveen         | Euroborg            | 9 de febrero | 16:30 |

| PSV                | 2 - 1 | Heracles Almelo | Philips Stadion          | 14 de febrero | 20:00 |
| Twente             | 2 - 0 | Vitesse         | De Grolsch Veste         | 15 de febrero | 18:45 |
| RKC Waalwijk       | 1 - 3 | NEC             | Mandemakers Stadion      | 15 de febrero | 19:45 |
| Roda JC Kerkrade   | 0 - 1 | ADO Den Haag    | Parkstad Limburg Stadion | 15 de febrero | 19:45 |
| AZ                 | 1 - 1 | Utrecht         | AFAS Stadion             | 15 de febrero | 20:45 |
| Cambuur Leeuwarden | 3 - 1 | PEC Zwolle      | Cambuur Stadion          | 16 de febrero | 12:30 |
| Groningen          | 1 - 0 | Go Ahead Eagles | Euroborg                 | 16 de febrero | 14:30 |
| NAC Breda          | 1 - 1 | Feyenoord       | Rat Verlegh Stadion      | 16 de febrero | 14:30 |
| Ajax               | 4 - 0 | Heerenveen      | Amsterdam Arena          | 16 de febrero | 16:30 |

| ADO Den Haag       | 3 - 2 | Go Ahead Eagles  | Kyocera Stadion     | 21 de febrero | 20:00 |
| Heerenveen         | 0 - 0 | NAC Breda        | Abe Lenstra Stadion | 22 de febrero | 18:45 |
| PEC Zwolle         | 1 - 1 | Heracles Almelo  | IJsseldelta Stadion | 22 de febrero | 19:45 |
| Cambuur Leeuwarden | 1 - 0 | Roda JC Kerkrade | Cambuur Stadion     | 22 de febrero | 19:45 |
| NEC                | 0 - 2 | PSV              | De Goffert          | 22 de febrero | 20:45 |
| Utrecht            | 1 - 0 | Groningen        | Stadion Galgenwaard | 23 de febrero | 12:30 |
| Ajax               | 4 - 0 | AZ               | Amsterdam Arena     | 23 de febrero | 14:30 |
| Vitesse            | 3 - 1 | RKC Waalwijk     | Gelredome           | 23 de febrero | 14:30 |
| Twente             | 2 - 2 | Feyenoord        | De Grolsch Veste    | 23 de febrero | 16:30 |

| Heracles Almelo | 1 - 2 | Heerenveen         | Polman Stadion      | 28 de febrero | 20:00 |
| PEC Zwolle      | 3 - 3 | NEC                | IJsseldelta Stadion | 1 de marzo    | 18:45 |
| ADO Den Haag    | 1 - 1 | NAC Breda          | Kyocera Stadion     | 1 de marzo    | 19:45 |
| Go Ahead Eagles | 2 - 3 | PSV                | De Adelaarshorst    | 1 de marzo    | 19:45 |
| Vitesse         | 3 - 0 | Roda JC Kerkrade   | Gelredome           | 1 de marzo    | 20:45 |
| Utrecht         | 1 - 1 | Twente             | Stadion Galgenwaard | 2 de marzo    | 12:30 |
| Groningen       | 1 - 1 | Cambuur Leeuwarden | Euroborg            | 2 de marzo    | 14:30 |
| Feyenoord       | 0 - 3 | Ajax               | De Kuip             | 2 de marzo    | 14:30 |
| AZ              | 4 - 0 | RKC Waalwijk       | AFAS Stadion        | 2 de marzo    | 16:30 |

| AZ               | 4 - 0 | Heracles Almelo    | AFAS Stadion             | 8 de marzo | 18:45 |
| Roda JC Kerkrade | 3 - 1 | NEC                | Parkstad Limburg Stadion | 8 de marzo | 18:45 |
| Heerenveen       | 3 - 0 | PEC Zwolle         | Abe Lenstra Stadion      | 8 de marzo | 19:45 |
| NAC Breda        | 1 - 2 | Vitesse            | Rat Verlegh Stadion      | 8 de marzo | 20:45 |
| PSV              | 1 - 0 | Utrecht            | Philips Stadion          | 8 de marzo | 20:45 |
| RKC Waalwijk     | 1 - 1 | ADO Den Haag       | Mandemakers Stadion      | 9 de marzo | 12:30 |
| Groningen        | 0 - 2 | Feyenoord          | Euroborg                 | 9 de marzo | 14:30 |
| Go Ahead Eagles  | 1 - 0 | Twente             | De Adelaarshorst         | 9 de marzo | 14:30 |
| Ajax             | 0 - 0 | Cambuur Leeuwarden | Amsterdam Arena          | 9 de marzo | 16:30 |

| Cambuur Leeuwarden | 3 - 2 | RKC Waalwijk     | Cambuur Stadion     | 14 de marzo | 20:00 |
| Vitesse            | 1 - 2 | PSV              | Gelredome           | 15 de marzo | 18:45 |
| ADO Den Haag       | 2 - 1 | Groningen        | Kyocera Stadion     | 15 de marzo | 19:45 |
| Heracles Almelo    | 2 - 1 | Roda JC Kerkrade | Polman Stadion      | 15 de marzo | 19:45 |
| Twente             | 2 - 1 | AZ               | De Grolsch Veste    | 16 de marzo | 12:30 |
| NEC                | 2 - 2 | Utrecht          | De Goffert          | 16 de marzo | 14:30 |
| Feyenoord          | 2 - 0 | Heerenveen       | De Kuip             | 16 de marzo | 14:30 |
| PEC Zwolle         | 2 - 0 | Go Ahead Eagles  | IJsseldelta Stadion | 16 de marzo | 14:30 |
| NAC Breda          | 0 - 0 | Ajax             | Rat Verlegh Stadion | 16 de marzo | 16:30 |

| Groningen       | 3 - 1 | Vitesse            | Euroborg            | 22 de marzo | 18:45 |
| Heerenveen      | 2 - 2 | NEC                | Abe Lenstra Stadion | 22 de marzo | 19:45 |
| PSV             | 3 - 1 | Roda JC Kerkrade   | Philips Stadion     | 22 de marzo | 20:45 |
| AZ              | 2 - 1 | PEC Zwolle         | AFAS Stadion        | 23 de marzo | 14:30 |
| Twente          | 1 - 1 | ADO Den Haag       | De Grolsch Veste    | 2 de abril  | 18:45 |
| Utrecht         | 1 - 0 | Cambuur Leeuwarden | Stadion Galgenwaard | 2 de abril  | 18:45 |
| Go Ahead Eagles | 2 - 1 | NAC Breda          | De Adelaarshorst    | 2 de abril  | 18:45 |
| Heracles Almelo | 1 - 2 | Feyenoord          | Polman Stadion      | 2 de abril  | 18:45 |
| RKC Waalwijk    | 0 - 2 | Ajax               | Mandemakers Stadion | 2 de abril  | 18:45 |

| NAC Breda          | 2 - 2 | Utrecht         | Rat Verlegh Stadion      | 28 de marzo | 20:00 |
| Vitesse            | 2 - 2 | Heerenveen      | Gelredome                | 29 de marzo | 18:45 |
| NEC                | 1 - 2 | Heracles Almelo | De Goffert               | 29 de marzo | 19:45 |
| PSV                | 2 - 3 | Groningen       | Philips Stadion          | 29 de marzo | 20:45 |
| Feyenoord          | 5 - 0 | Go Ahead Eagles | De Kuip                  | 30 de marzo | 12:30 |
| Ajax               | 3 - 0 | Twente          | Amsterdam Arena          | 30 de marzo | 14:30 |
| Roda JC Kerkrade   | 0 - 1 | RKC Waalwijk    | Parkstad Limburg Stadion | 30 de marzo | 14:30 |
| Cambuur Leeuwarden | 0 - 0 | AZ              | Cambuur Stadion          | 30 de marzo | 14:30 |
| ADO Den Haag       | 1 - 1 | PEC Zwolle      | Kyocera Stadion          | 30 de marzo | 16:30 |

| PEC Zwolle       | 0 - 1 | Groningen          | IJsseldelta Stadion      | 4 de abril | 20:00 |
| Heerenveen       | 3 - 0 | PSV                | Abe Lenstra Stadion      | 5 de abril | 18:45 |
| NEC              | 1 - 1 | Cambuur Leeuwarden | De Goffert               | 5 de abril | 19:45 |
| NAC Breda        | 0 - 2 | Twente             | Rat Verlegh Stadion      | 5 de abril | 19:45 |
| Heracles Almelo  | 1 - 2 | Go Ahead Eagles    | Polman Stadion           | 5 de abril | 20:45 |
| ADO Den Haag     | 4 - 1 | Utrecht            | Kyocera Stadion          | 6 de abril | 12:30 |
| Feyenoord        | 2 - 0 | RKC Waalwijk       | De Kuip                  | 6 de abril | 14:30 |
| Vitesse          | 1 - 1 | Ajax               | Gelredome                | 6 de abril | 14:30 |
| Roda JC Kerkrade | 2 - 2 | AZ                 | Parkstad Limburg Stadion | 6 de abril | 16:30 |

| Groningen          | 2 - 1 | NAC Breda        | Euroborg            | 11 de abril | 20:00 |
| Go Ahead Eagles    | 0 - 2 | Heerenveen       | De Adelaarshorst    | 12 de abril | 18:45 |
| Cambuur Leeuwarden | 4 - 3 | Vitesse          | Cambuur Stadion     | 12 de abril | 19:45 |
| Twente             | 3 - 0 | Roda JC Kerkrade | De Grolsch Veste    | 12 de abril | 20:45 |
| AZ                 | 1 - 1 | NEC              | AFAS Stadion        | 13 de abril | 14:30 |
| Utrecht            | 2 - 1 | Heracles Almelo  | Stadion Galgenwaard | 13 de abril | 14:30 |
| RKC Waalwijk       | 1 - 1 | PEC Zwolle       | Mandemakers Stadion | 13 de abril | 14:30 |
| PSV                | 0 - 2 | Feyenoord        | Philips Stadion     | 13 de abril | 16:30 |
| Ajax               | 3 - 2 | ADO Den Haag     | Amsterdam Arena     | 13 de abril | 16:30 |

| ADO Den Haag     | 2 - 1 | AZ                 | Kyocera Stadion          | 27 de abril | 14:30 |
| Feyenoord        | 5 - 1 | Cambuur Leeuwarden | De Kuip                  | 27 de abril | 14:30 |
| NEC              | 2 - 5 | Twente             | De Goffert               | 27 de abril | 14:30 |
| NAC Breda        | 1 - 1 | RKC Waalwijk       | Rat Verlegh Stadion      | 27 de abril | 14:30 |
| Heracles Almelo  | 1 - 1 | Ajax (C)           | Polman Stadion           | 27 de abril | 14:30 |
| PEC Zwolle       | 1 - 2 | PSV                | IJsseldelta Stadion      | 27 de abril | 14:30 |
| Heerenveen       | 4 - 1 | Utrecht            | Abe Lenstra Stadion      | 27 de abril | 14:30 |
| Vitesse          | 2 - 2 | Go Ahead Eagles    | Gelredome                | 27 de abril | 14:30 |
| Roda JC Kerkrade | 1 - 2 | Groningen          | Parkstad Limburg Stadion | 27 de abril | 14:30 |

| AZ                 | 1 - 1 | Feyenoord        | AFAS Stadion        | 3 de mayo | 18:45 |
| Ajax               | 2 - 2 | NEC              | Amsterdam Arena     | 3 de mayo | 18:45 |
| Groningen          | 3 - 1 | Heracles Almelo  | Euroborg            | 3 de mayo | 18:45 |
| Twente             | 2 - 2 | PEC Zwolle       | De Grolsch Veste    | 3 de mayo | 18:45 |
| Utrecht            | 2 - 1 | Vitesse          | Stadion Galgenwaard | 3 de mayo | 18:45 |
| Go Ahead Eagles    | 0 - 1 | Roda JC Kerkrade | De Adelaarshorst    | 3 de mayo | 18:45 |
| PSV                | 2 - 0 | NAC Breda        | Philips Stadion     | 3 de mayo | 18:45 |
| RKC Waalwijk       | 0 - 3 | Heerenveen       | Mandemakers Stadion | 3 de mayo | 18:45 |
| Cambuur Leeuwarden | 1 - 2 | ADO Den Haag     | Cambuur Stadion     | 3 de mayo | 18:45 |

| Bandera de los Países Bajos |
| Campeón Ajax 33º título     |

## Estadísticas
| Alfreð Finnbogason                     | Heerenveen | 29 | 31 |
| Graziano Pellè                         | Feyenoord  | 23 | 28 |
| Aron Jóhannsson                        | AZ         | 17 | 32 |
| Dušan Tadić                            | Twente     | 16 | 33 |
| Luc Castaignos                         | Twente     | 14 | 31 |
| Michael Higdon                         | NEC        | 14 | 32 |
| Jürgen Locadia                         | PSV        | 13 | 31 |
| Lex Immers                             | Feyenoord  | 12 | 32 |
| Memphis Depay                          | PSV        | 12 | 32 |
| Jens Toornstra                         | Utrecht    | 12 | 33 |
| Actualizado al final de la competencia |            |    |    |

| Jugador              | Equipo           | Autogoles |
| -------------------- | ---------------- | --------- |
| Maikel van der Werff | PEC Zwolle       | 2         |
| Danny Holla          | ADO Den Haag     | 1         |
| Jason Davidson       | Heracles Almelo  | 1         |
| Jordy Clasie         | Feyenoord        | 1         |
| Miquel Nelom         | Feyenoord        | 1         |
| Jop Van der Linden   | Go Ahead Eagles  | 1         |
| Filip Kurto          | Roda JC Kerkrade | 1         |
| Alireza Jahanbakhsh  | NEC              | 1         |
| Nick Viergever       | AZ               | 1         |
| Joost Broerse        | PEC Zwolle       | 1         |
| Miquel Nelom         | Feyenoord        | 1         |
| Sepp De Rooverm      | NAC Breda        | 1         |
| Sven van Beek        | Feyenoord        | 1         |
| Tobias Haitz         | NEC              | 1         |
| Rens van Eijden      | NEC              | 1         |
| Gianni Zuiverloon    | ADO Den Haag     | 1         |
| Henrico Drost        | NAC Breda        | 1         |

| Jugador             | Equipo     | Asistencias | Partidos |
| ------------------- | ---------- | ----------- | -------- |
| Dušan Tadić         | Twente     | 14          | 33       |
| Alfreð Finnbogason  | Heerenveen | 10          | 31       |
| Jean-Paul Boëtius   | Feyenoord  | 9           | 29       |
| Hakim Ziyech        | Heereveen  | 9           | 31       |
| Lasse Schøne        | Ajax       | 8           | 29       |
| Nick van der Velden | Groningen  | 8           | 19       |
| Youness Mokhtar     | Zwolle     | 8           | 15       |
| Quincy Promes       | Twente     | 8           | 31       |
| Lucas Piazón        | Vitesse    | 8           | 28       |

## Play-offs

### Liga Europea
| AZ         | 3 - 0 | Heerenveen | AFAS Stadion        | 7 de mayo  | 20:45 |
| Heerenveen | 1 - 0 | AZ         | Abe Lenstra Stadion | 10 de mayo | 20:45 |
|            |       |            |                     |            |       |

| Groningen | 1 - 0 | Vitesse   | Euroborg  | 7 de mayo  | 18:45 |
| Vitesse   | 1 - 4 | Groningen | Gelredome | 10 de mayo | 18:45 |
|           |       |           |           |            |       |

| AZ                                                                    | 0 - 0 | Groningen | AFAS Stadion | 15 de mayo | 20:45 |
| Groningen                                                             | 3 - 0 | AZ        | Euroborg     | 18 de mayo | 16:30 |
| Groningen clasifica por un global de 3 - 0 a la Liga Europea 2014-15. |       |           |              |            |       |

### Descenso

#### Primera Ronda
| Local                                                 | Resultado | Visitante       | Estadio                   | Fecha       | Hora  |
| ----------------------------------------------------- | --------- | --------------- | ------------------------- | ----------- | ----- |
| Fortuna Sittard                                       | 1 - 4     | De Graafschap   | Offermans Joosten Stadion | 28 de abril | 18:45 |
| De Graafschap                                         | 3 - 1     | Fortuna Sittard | De Vijverberg             | 2 de mayo   | 18:45 |
| De Graafschap avanza con un marcador global de 7 - 2. |           |                 |                           |             |       |

| Local                                                    | Resultado | Visitante        | Estadio                    | Fecha       | Hora  |
| -------------------------------------------------------- | --------- | ---------------- | -------------------------- | ----------- | ----- |
| Sparta Rotterdam                                         | 1 - 1     | FC Eindhoven     | Sparta Stadion Het Kasteel | 28 de abril | 20:45 |
| FC Eindhoven                                             | 0 - 2     | Sparta Rotterdam | Jan Louwers Stadion        | 2 de mayo   | 20:45 |
| Sparta Rotterdam avanza con un marcador global de 3 - 1. |           |                  |                            |             |       |

#### Semifinales
| Sparta Rotterdam                                                   | 1 - 0 | NEC              |
| NEC                                                                | 1 - 3 | Sparta Rotterdam |
| NEC Nijmegen descendió a la Eerste Divisie por un global de 4 - 1. |       |                  |

| Local     | Resultado | Visitante |
| --------- | --------- | --------- |
| VVV-Venlo | 1 - 3     | Dordrecht |
| Dordrecht | 2 - 1     | VVV-Venlo |

| Local         | Resultado | Visitante     |
| ------------- | --------- | ------------- |
| De Graafschap | 0 - 1     | RKC Waalwijk  |
| RKC Waalwijk  | 1 - 1     | De Graafschap |

| Local     | Resultado | Visitante |
| --------- | --------- | --------- |
| Den Bosch | 1 - 3     | Excelsior |
| Excelsior | 2 - 1     | Den Bosch |

#### Finales
| Local                                                      | Resultado | Visitante        |
| ---------------------------------------------------------- | --------- | ---------------- |
| Sparta Rotterdam                                           | 2 - 2     | Dordrecht        |
| Dordrecht                                                  | 3 - 1     | Sparta Rotterdam |
| Dordrecht ascendió a la Eredivisie por un global de 5 - 3. |           |                  |

| Local                                                      | Resultado | Visitante    |
| ---------------------------------------------------------- | --------- | ------------ |
| Excelsior                                                  | 2 - 0     | RKC Waalwijk |
| RKC Waalwijk                                               | 2 - 2     | Excelsior    |
| Excelsior ascendió a la Eredivisie por un global de 4 - 2. |           |              |